# The Better Woman
The Better Woman (lit.: A Melhor Mulher) é uma telenovela filipina de 2019 transmitida pela GMA Network . Produzido por Mark Sicat dela Cruz, protagonizado por Andrea Torres no papel-título, estreou em 1º de julho de 2019 na linha Telebabad da emissora substituindo Sahaya . A novela foi concluída em 27 de setembro de 2019, com um total de 65 episódios. Foi substituído por One of the Baes em seu horário.
Encontra-se disponível na íntegra pelo YouTube.

## Sinopse
O casal Jasmine de Villa e Andrew de Villa vivem em La Union, onde possuem um resort de surf. Quando Andrew vai a Manila para uma reunião de negócios, ele encontrará a irmã gêmea perdida de Jasmine, a Juliet Santos, que acabará se reconciliando com sua família biológica distante, morará com sua irmã e terá um caso de amor com Andrew, até Jasmine descobrir tudo e pôr fim a essa "relação".

## Elenco e personagens
Elenco principal
- Derek Ramsay como Andrew de Villa[3]
- Andrea Torres como Jasmine Santos-de Villa / Juliet Santos / Elaine Reyes / Chloe dela Cruz[3]

Elenco coadjuvante
- Jaclyn José como Erlinda Santos[3]
- Ina Feleo como Ângela de Villa-Castro[3]
- Marco Alcaraz como Glenn Santiago[3]
- Ashley Rivera como Chesi Rodríguez[3]
- Paolo Paraíso como Joross Baltazar[3]
- Frances Makil-Ignacio como Amy Santos[3]
- Jenzel Ho como Ella
- Joemarie Nielsen como Greg
- Erlinda Villalobos como Atrair
- Tommy Abuel como Ronaldo Laserna
- Maureen Larrazabal como Ruby
- Jay Arcilla como Michael San Luis
- Yuan Francisco como Kawaii de Villa Castro
- Bryce Eusebio como Kyrie de Villa Castro
- Ana de Leon como Nancy
- Mike Lloren como Roman Reyes
- Cheska Diaz como Edith Reyes
- Marx Topacio como Jong
- Príncipe Clemente como Basti
- Renz Fernandez como Paulo
- Lindsay de Vera como Ashley

Elenco jovem e convidados
- Barbara Miguel como a jovem Jasmine e Julieta / Elaine
- Imperatriz Schuck como jovem Erlinda
- Wilma Doesnt como Raissa Pagurigan-Santos
- Ervic Vijandre como Rafael "Paeng" Amante
- Mela Franco Habijan

## Prêmios
| Ano  | Prêmios                             | Categoria               | Destinatário | Resultado | Ref. |
| ---- | ----------------------------------- | ----------------------- | --- | --------- | ---- |
| 2019 | 9º OFW Gawad Parangal               | Melhor ator             | Derek Ramsay\| style="text-align:center;background: #ddffdd;vertical-align: middle; {{{style}}}" class="table-yes2"\| Venceu | [ 4 ]     |      |
| 2019 | 9º OFW Gawad Parangal               | Melhor atriz            | Venceustyle="text-align:center;background: #ddffdd;vertical-align: middle; {{{style}}}" class="table-yes2"\| Venceu          | [ 4 ]     |      |
| 2021 | 34º Prêmio PMPC Star para Televisão | Melhor Artista Infantil | style="text-align:center;background: #ffdddd;vertical-align: middle;" class="table-no2"\| Indicado                           | [ 5 ]     |      |